# Третье
Третье (укр. Третє) — село в Устиновской поселковой общине Кропивницкого района Кировоградской области Украины.
До 2020 года входило в Устиновский район
Население по переписи 2001 года составляло 78 человек. Почтовый индекс — 28610. Телефонный код — 5239. Код КОАТУУ — 3525882304.